# Troisième circonscription de la préfecture de Nagano
La troisième circonscription de la préfecture de Nagano (長野県第3区, Nagano-ken dai-san-ku) est l'une des cinq circonscriptions législatives que compte la préfecture de Nagano au Japon.

## Description géographique
Entre 1994 et 2013, la troisième circonscription de la préfecture de Nagano regroupait les villes d'Ueda, Komoro, Kōshoku (ja) et Saku, les districts de Minamisaku, Kitasaku, Chiisagata et Hanishina, et une partie du district de district de Sarashina (ja) correspondant au bourg de Kamiyamada (ja).
Depuis 2013, elle comprend les villes d'Ueda, Komoro, Saku, Chikuma et Tōmi et les districts de Minamisaku, Kitasaku, Chiisagata et Hanishina,.

## Députés
| Législature | Début de mandat | Fin de mandat | Député élu               | Parti politique | Parti politique |
| ----------- | --------------- | ------------- | ------------------------ | --------------- | --------------- |
| 41e         | 1996            | 2000          | Tsutomu Hata             |                 | Shinshintō      |
| 42e         | 2000            | 2003          | Tsutomu Hata             |                 | PDJ             |
| 43e         | 2003            | 2005          | Tsutomu Hata             |                 | PDJ             |
| 44e         | 2005            | 2009          | Tsutomu Hata             |                 | PDJ             |
| 45e         | 2009            | 2012          | Tsutomu Hata             |                 | PDJ             |
| 46e         | 2012            | 2014          | Yoshiyuki Terashima (ja) |                 | PDJ             |
| 47e         | 2014            | 2017          | Yōsei Ide (ja)           |                 | Ishin           |
| 48e         | 2017            | 2021          | Yōsei Ide (ja)           |                 | PE              |
| 49e         | 2021            | 2024          | Yōsei Ide (ja)           |                 | PLD             |
| 50e         | 2024            | -             | Takeshi Kōzu (ja)        |                 | PDC             |